# سيدني بارك
سيدني بارك (مواليد 31 أكتوبر 1997) هي ممثلة أمريكية، عٌرفت لدورها شخصية سيندي في مسلسل الموتى السائرون.